# Archie Semple
Archibald Stuart Nisbet „Archie“ Semple (* 31. März 1928 in Edinburgh; † 26. Januar 1974) war ein schottischer Klarinettist des Dixieland-Jazz.
Archie Semple spielte am Beginn seiner Musikerkarriere mit lokalen Bands in seiner Heimatstadt Edinburgh, meist mit seinem Bruder, dem Trompeter John Semple. Um 1952 leitete er auch eine eigene Formation, bevor er Mitglied der Band des Trompeters und Sängers Mick Mulligan wurde. Er spielte dann 1953/55 in der Band des Trompeters Freddy Randall, ab 1954 in der Band des Trompeters Alex Welsh, der er bis 1963 angehörte. 1960 und 1961 nahm er die beiden Alben Jazz for Living Lovers und Night People – im Trio mit dem Pianisten Fred Hunt und dem Bassisten Jack Fallon bzw. zum Quartett erweitert mit Alex Welsh. Ein Nervenzusammenbruch beendete Semples Musikerkarriere; nach 1964 war er nur noch selten in der englischen Jazzszene aktiv.
In seinem Spiel verarbeitete er Einflüsse von Edmond Hall und Pee Wee Russell.